# Пікан-Гроув (Техас)
Пікан-Гроув (англ. Pecan Grove) — переписна місцевість (CDP) в США, в окрузі Форт-Бенд штату Техас. Населення — 22 782 особи (2020).

## Географія
Пікан-Гроув розташований за координатами 29°37′25″ пн. ш. 95°43′55″ зх. д. / 29.62361° пн. ш. 95.73194° зх. д. (29.623657, -95.731883).  За даними Бюро перепису населення США в 2010 році переписна місцевість мала площу 22,92 км², з яких 22,54 км² — суходіл та 0,39 км² — водойми.

## Демографія
Згідно з переписом 2010 року, у переписній місцевості мешкали 15 963 особи в 5723 домогосподарствах у складі 4703 родин. Густота населення становила 696 осіб/км².  Було 5908 помешкань (258/км²).
Расовий склад населення:
| - 86,1 % — білих - 6,4 % — чорних або афроамериканців - 2,0 % — азіатів - 0,3 % — корінних американців - 3,1 % — осіб інших рас |

До двох чи більше рас належало 2,1 %. Частка іспаномовних становила 14,1 % від усіх жителів.
За віковим діапазоном населення розподілялося таким чином: 26,7 % — особи молодші 18 років, 64,8 % — особи у віці 18—64 років, 8,5 % — особи у віці 65 років та старші. Медіана віку мешканця становила 39,5 року. На 100 осіб жіночої статі у переписній місцевості припадало 97,4 чоловіків;  на 100 жінок у віці від 18 років та старших — 92,7 чоловіків також старших 18 років.
Середній дохід на одне домашнє господарство  становив 124 662 долари США (медіана — 106 466), а середній дохід на одну сім'ю — 135 477 доларів (медіана — 115 114). Медіана доходів становила 73 387 доларів для чоловіків та 52 209 доларів для жінок. За межею бідності перебувало 4,4 % осіб, у тому числі 9,3 % дітей у віці до 18 років та 1,3 % осіб у віці 65 років та старших.
Цивільне працевлаштоване населення становило 9116 осіб. Основні галузі зайнятості: освіта, охорона здоров'я та соціальна допомога — 21,7 %, науковці, спеціалісти, менеджери — 15,9 %, роздрібна торгівля — 10,6 %, виробництво — 8,2 %.